# Lev Vladimirski
Lev Anatolevitch Vladimirski (en russe : Лев Анатольевич Владимирский), né le 27 septembre 1903 à Gouriev, dans l'Empire russe, et décédé le 7 septembre 1973 à Moscou, en Union soviétique, est un admiral de la Marine soviétique.

## Carrière
Adolescent, il s'engage volontairement dans l'Armée rouge pendant la Guerre civile russe, et combat notamment au Turkestan. Il s'engage ensuite dans la marine en 1921. Il sort diplômé de l'Académie navale de Frounze en 1925, puis suit le programme de formation des officiers (1927). Il sert en tant qu'officier naval au sein des flottes de la mer Noire et de la mer d'Azov. À partir de 1932, on lui confie la charge de commandant de destroyer.
En 1937, il est nommé chef d'état-major d'une brigade navale. En 1938, il est envoyé sur le navire français Le Bonifacio pour fournir les républicains espagnols en armes et munitions durant la Guerre civile espagnole. La même année, on lui confie la responsabilité d'un détachement de vaisseaux hydrographiques qui accomplissent un passage depuis la mer Baltique à l'océan Pacifique. En 1939, il commande une escadre au sein de la Flotte de la mer Noire.
Lorsque la Seconde Guerre mondiale débute, il participe aux combats pour la défense du siège d'Odessa et du siège de Sébastopol. En mai 1943, à l'âge de 40 ans, il est nommé commandant de la Flotte de la mer Noire. En mai 1944, il est nommé chef d'escadre auprès de la Flotte de la mer Baltique.
En 1947, il est nommé amiral-inspecteur de l'Armée soviétique. En 1956-1959, il est le président du Comité scientifique et technique de la Marine.
Il est placé en situation de semi-activité à partir de 1959, devenant directeur-adjoint de l'Académie navale et professeur dans cette académie. À partir de 1968, il est à la tête de plusieurs expéditions maritimes océanographiques soviétiques, notamment une expédition autour du monde avec le vaisseau Polus. Il se retire définitivement de l'armée en 1970 et décède en 1973. Enterré au cimetière de Novodevitchi.

## Distinctions
- Deux fois l'ordre de Lénine
- Cité trois fois à l'Ordre de la bannière rouge au combat
- Ordre de Souvorov
- Ordre d'Ouchakov
- Médaille pour la Défense d'Odessa
- Médaille pour la Défense de Sébastopol

## Hommage
Le navire océanographique russe Amiral Vladimirski a été nommé en son honneur.